# Finale du Grand Prix IAAF 1985
Navigation
Édition suivante
La 1re Finale du Grand Prix de l'IAAF s'est déroulée le 7 septembre 1985 au Stade olympique de Rome. Seize épreuves figurent au programme (9 masculines et 7 féminines).

## Classement général

### Hommes
1. Doug Padilla : 63 points
2. Michael Franks : 60 points
3. Sergueï Bubka : 59 points

### Femmes
1. Mary Slaney : 69 points
2. Stefka Kostadinova : 63 points
3. Judi Brown-King : 63 points

## Résultats

### Hommes
| Épreuves          | Or                                        | Argent                                 | Bronze                                                          |
| ----------------- | ----------------------------------------- | -------------------------------------- | --------------------------------------------------------------- |
| 200 m             | Calvin Smith États-Unis 20 s 54           | Kirk Baptiste États-Unis 20 s 57       | Desai Williams Canada 20 s 76                                   |
| 400 m             | Michael Franks États-Unis 44 s 87         | Ray Armstead États-Unis 45 s 24        | Mark Rowe États-Unis 45 s 56                                    |
| 1 500 m           | José Manuel Abascal Espagne 3 min 36 s 21 | Omer Khalifa Soudan 3 min 36 s 45      | Steve Scott États-Unis 3 min 36 s 88                            |
| 5 000 m           | Doug Padilla États-Unis 13 min 27 s 79    | Sydney Maree États-Unis 13 min 28 s 04 | Thomas Wessinghage Allemagne de l'Ouest 13 min 29 s 01          |
| 110 m haies       | Tonie Campbell États-Unis 13 s 27         | Andre Phillips États-Unis 13 s 29      | Sam Turner États-Unis 13 s 44                                   |
| Saut à la perche  | Sergueï Bubka Union soviétique 5,85 m     | Thierry Vigneron France 5,80 m         | Aleksandr Krupskiy Union soviétique Pierre Quinon France 5,70 m |
| Saut en longueur  | Mike Conley États-Unis 8,22 m             | Larry Myricks États-Unis 8,22 m        | László Szalma Hongrie 8,11 m                                    |
| Lancer du disque  | Imrich Bugár Tchécoslovaquie 66,26 m      | Knut Hjeltnes Norvège 64,60 m          | Géjza Valent Tchécoslovaquie 63,44 m                            |
| Lancer du javelot | Tom Petranoff États-Unis 90,80 m          | Duncan Atwood États-Unis 90,30 m       | Dave Ottley Royaume-Uni 84,92 m                                 |

### Femmes
| Épreuves         | Or                                                  | Argent                                         | Bronze                                      |
| ---------------- | --------------------------------------------------- | ---------------------------------------------- | ------------------------------------------- |
| 100 m            | Florence Griffith États-Unis 11 s 00                | Alice Brown Jamaïque 11 s 04                   | Merlene Ottey États-Unis 11 s 09            |
| 800 m            | Jarmila Kratochvílová Tchécoslovaquie 1 min 59 s 09 | Milena Strnadová Tchécoslovaquie 2 min 00 s 09 | Kirsty McDermott Royaume-Uni 2 min 00 s 23  |
| 3 000 m          | Mary Slaney États-Unis 8 min 25 s 83                | Maricica Puica Roumanie 8 min 27 s 83          | Zola Budd Royaume-Uni 8 min 28 s 83         |
| 400 m haies      | Judi Brown-King États-Unis 54 s 38                  | Debbie Flintoff Australie 54 s 80              | Tonja Brown États-Unis 54 s 86              |
| Saut en hauteur  | Stefka Kostadinova Bulgarie 2,00 m                  | Louise Ritter États-Unis 1,98 m                | Tamara Bykova Union soviétique 1,95 m       |
| Saut en longueur | Jackie Joyner États-Unis 6,91 m                     | Galina Chistyakova Union soviétique 6,83 m     | Carol Lewis États-Unis 6,73 m               |
| Lancer du poids  | Mihaela Loghin Roumanie 20,82 m                     | Helena Fibingerová Tchécoslovaquie 20,32 m     | Natalya Lisovskaya Union soviétique 19,86 m |